# NGC 7579
NGC 7579 is een compact sterrenstelsel in het sterrenbeeld Pegasus. Het hemelobject werd op 5 oktober 1864 ontdekt door de Duitse astronoom Albert Marth.

## Synoniemen
- MCG 1-59-31
- ZWG 406.46
- NPM1G +09.0599
- PGC 70964